# Ermita del Santísimo Cristo del Humilladero (Colmenar de Oreja)

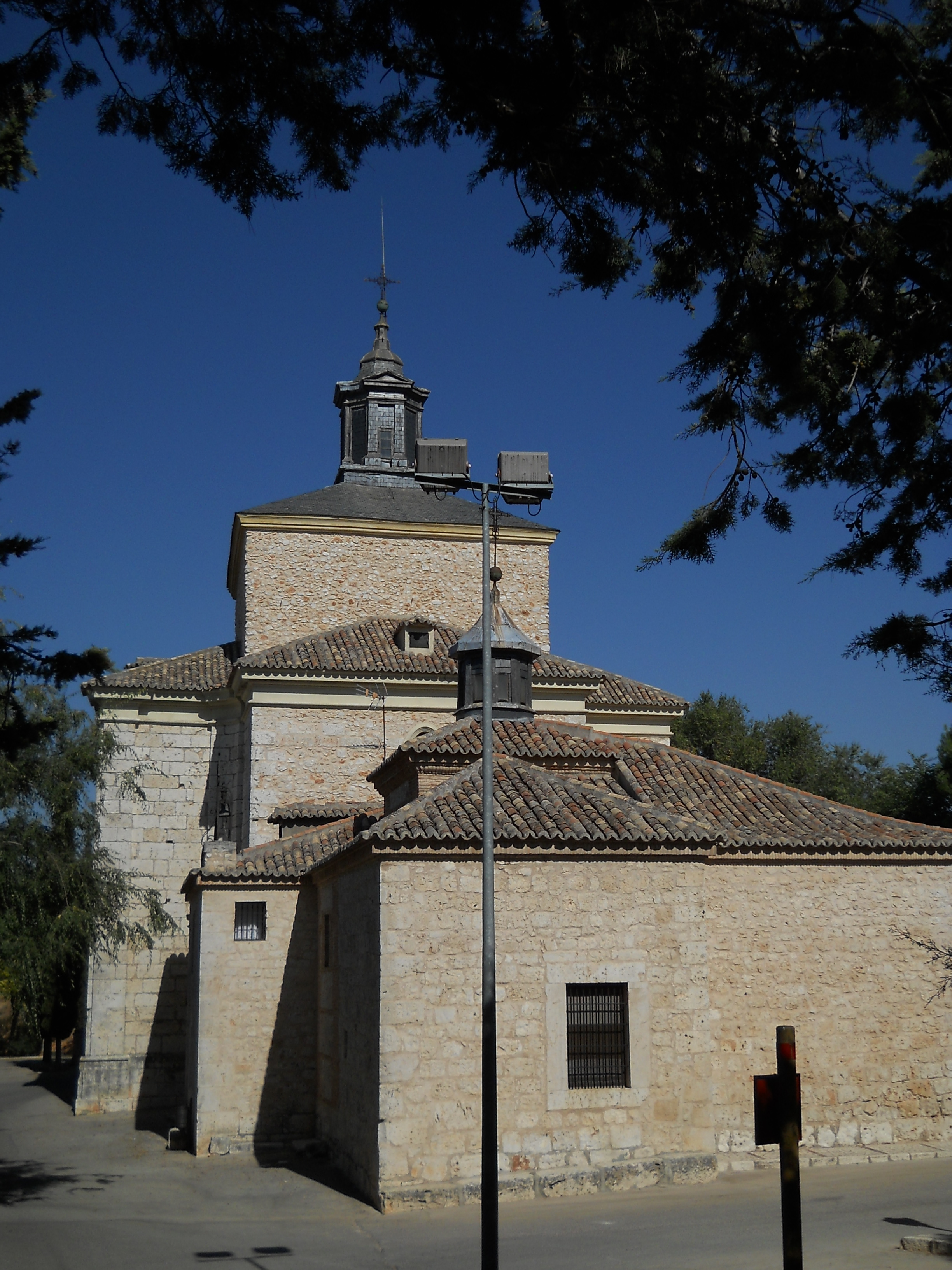
Ermita del Cristo

La ermita del Santísimo Cristo del Humilladero situada en el municipio de Colmenar de Oreja (Comunidad de Madrid, España) agrupa distintas construcciones en distintas épocas; una capilla del siglo XVI, camarín y habitaciones para el capellán. Puede considerarse el tercero de los monumentos más importantes de la Ciudad, patrón de los colmenaretes.